# Criniger calurus
El bulbul colirrojo (Criniger calurus) es una especie de ave paseriforme de la familia Pycnonotidae propia de África central y occidental.

## Taxonomía
El bulbul colirrojo fue descrito científicametne por el ornitólogo estadounidense John Cassin en 1856.
Se reconocen tres subespecies:
- C. c. verreauxi - Sharpe, 1871: se extiende desde Senegal al sudoeste de Nigeria;
- C. c. calurus - (Cassin, 1856): se encuentre del sur de Nigeria al oeste de la República Democrática del Congo;
- C. c. emini - Chapin, 1948: se encuentra desde el noreste de Angola y el oeste de la República Democrática del Congo hasta Uganda y el oeste de Tanzania.